# Somniosus
Somniosus es un género de condrictios squaliformes de la familia Somniosidae. Actualmente está compuesto por tres especies, denominadas bajo el nombre de tiburones o tollos dormilones.

## Especies
- Somniosus antarcticus: tiburón durmiente meridional.
- Somniosus longus:
- Somniosus microcephalus: Denominado tiburón de Groenlandia o boreal, se extiende por el Atlántico Norte. Mide de 6 a 7 m, y se alimenta de peces, calamares y mamíferos marinos, así como de cadáveres. Habita en grandes profundidades. Es utilizado en la gastronomía groenlandesa e islandesa.
- Somniosus pacificus: El tiburón dormilón del pacífico se extiende por el Pacífico Norte, en aguas profundas. Mide 4,5 m y se alimenta de moluscos (incluidos cefalópodos de gran tamaño), peces y cetáceos. Es de reproducción ovovivípara.
- Somniosus rostratus: Llamado tollo dormilón enano, habita en el Mar Mediterráneo y el Atlántico Oriental. Mide 1,43 m.

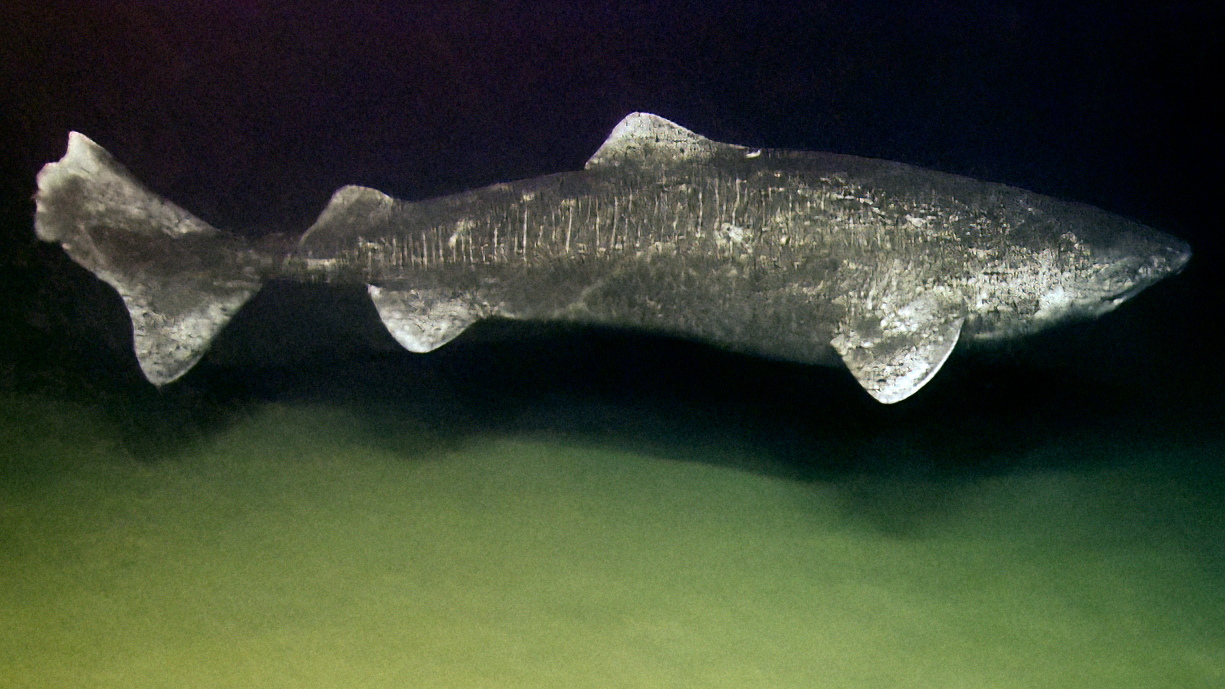
Somniosus microcephalus
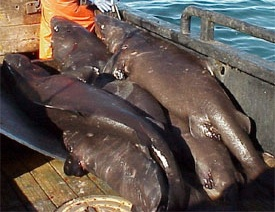
Somniosus pacificus
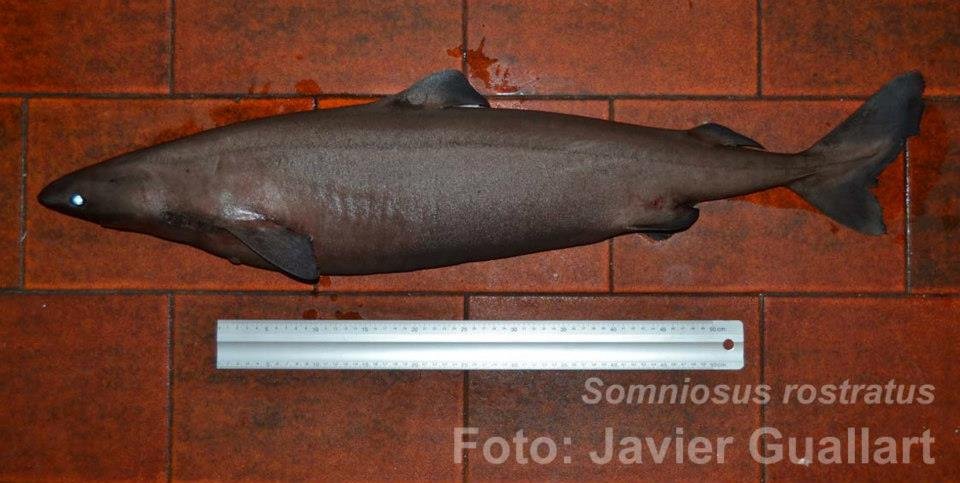
Somniosus rostratus
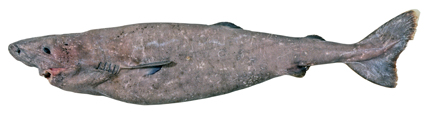
Somniosus antarcticus